# Bürgermeisterei Trittenheim
Die Bürgermeisterei Trittenheim im Landkreis Trier im Regierungsbezirk Trier in der preußischen Rheinprovinz war eine Bürgermeisterei welche 
2 Dörfern, welche 276 Feuerstellen (Fst.) und 1672 Einwohner (Einw.) im Jahr 1828 besaß.
Darin:
- Trittenheim, ein Dorf an der Mosel mit 1 Kathol. Pfarrkirche, 136 Fst. , 826 Einw. und Weinbau. Hier wurde 1462 der nachmals als Abt des Klosters Sponheim und als Geschichtsschreiber berühmte Johannes von Heidenberg, auch Trithemius genannt, geboren.
- Klüsserath, ein Dorf am Einfluss der Salm in die Mosel, mit 1 Kathol. Pfarrkirche, 140 Fst., 846 Einw. und Weinbau